# Hang Thẩm Ồm
Hang Thẩm Ồm là hang ở vùng đất bản Thẳm xã Châu Thuận huyện Quỳ Châu tỉnh Nghệ An, Việt Nam .
Hang thuộc loại karst trong núi đá vôi, và là một di tích khảo cổ được khảo sát từ năm 1975 .
Theo tiếng dân tộc Thái "Thẩm Ồm" có nghĩa là hang Lớn.

## Vị trí
Thẩm Ồm ở hướng chính bắc thị trấn Tân Lạc huyện lỵ Quỳ Châu chừng 10 km đường chim bay. Tuy nhiên từ huyện lỵ phải đi theo quốc lộ 48A hướng tây, đến xã Châu Tiến thì rẽ vào đường liên xã, tổng đường đi cỡ 23 km.

## Phát hiện và khảo sát
Thẩm Ồm là một hang đẹp được thiên nhiên kiến tạo rất đa dạng. Hang nằm ở độ cao 15 m, cửa hang hướng Đông Bắc, trầm tích bám vào vách hang.
Năm 1975 đã xác định là một di chỉ khảo cổ học và khai quật. Kết quả thu được 3 răng người và nhiều hoá thạch xương răng động vật, một công cụ đá thạch anh được chế tạo bằng kỹ thuật clac-tôn- hạch đập vào đe. Các di vật có niên đại cách ngày nay chừng 20 vạn năm, thuộc Văn hóa Hòa Bình. Điều này cho thấy người Thẩm Ồm là người hiện đại đầu tiên và sớm nhất biết đến ở nước ta.
Hiện nay hang Thẩm Ồm đang được tu tạo để đón khách du lịch . Kết hợp với Hang Bua 19°36′52″B 105°01′18″Đ / 19,614377°B 105,021794°Đ ở xã Châu Tiến, đặc biệt là Lễ hội Hang Bua tổ chức sau Rằm tháng Giêng hàng năm ở đây, Thẩm Ồm tạo ra một tour du lịch hấp dẫn.